# Sogo (Kedungtuban)
Sogo is een bestuurslaag in het regentschap Blora van de provincie Midden-Java, Indonesië. Sogo telt 2972 inwoners (volkstelling 2010).